# Kühlkörper
Ein Kühlkörper ist ein Körper, der die wärmeabgebende Oberfläche eines wärmeproduzierenden Bauteils vergrößert. Damit kann einer möglichen Beschädigung durch Überhitzung vorgebeugt werden.

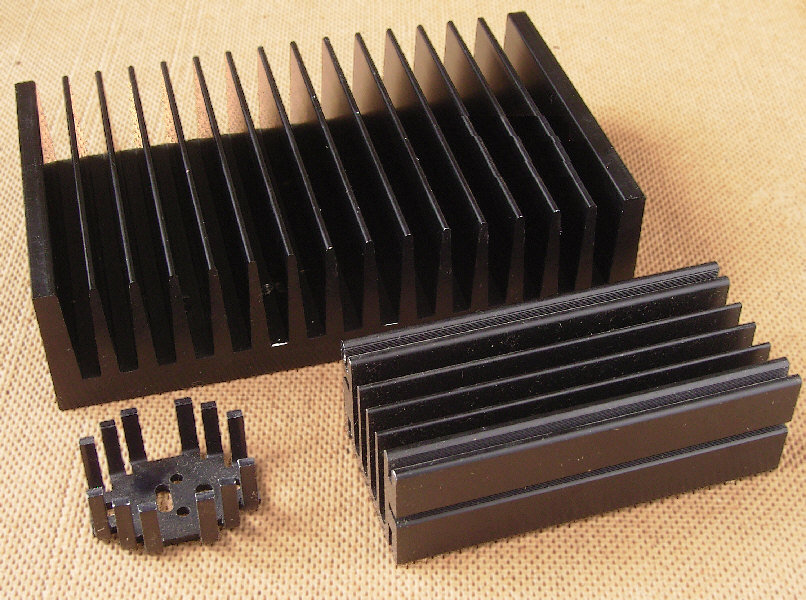
Verschiedene Aluminiumkühlkörper

## Funktion
Der Wärmeübergang von einer Wärmequelle zum umgebenden Kühlmedium (meist Luft, aber auch Wasser oder andere Flüssigkeiten) ist in erster Linie von der Temperaturdifferenz, der wirksamen Oberfläche und der Strömungsgeschwindigkeit des Kühlmediums abhängig. Ein Kühlkörper hat die Aufgabe, Verlustwärme durch Wärmeleitung vom wärmeerzeugenden Bauelement wegzuleiten und diese dann durch Wärmestrahlung und Konvektion an die Umgebung abzugeben. Um den Wärmewiderstand möglichst gering zu halten, muss
1. der Kühlkörper aus gut wärmeleitendem Material bestehen
2. eine dunkle und möglichst große Oberfläche besitzen
3. vertikal montiert werden, um durch den Kamineffekt die Luftzirkulation zu unterstützen oder gegebenenfalls mit einem  Lüfter aktiv gekühlt werden.

## Ausführungen

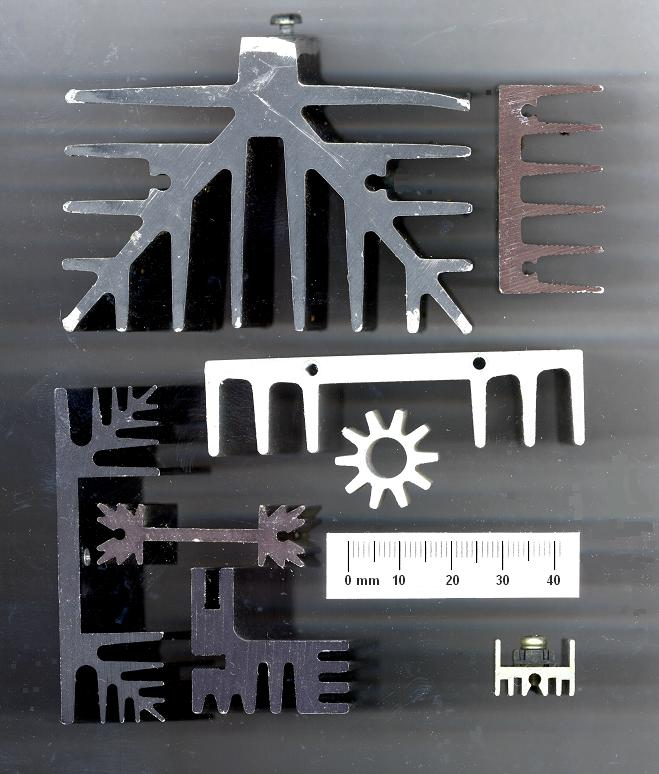
Verschiedene Aluminiumprofile für Kühlkörper

Kühlkörper bestehen üblicherweise aus einem gut wärmeleitfähigen Metall, meist Aluminium oder Kupfer. In der industriellen Massenproduktion werden häufig auch Teile eines Aluminium- oder Stahlblechgehäuses als Kühlkörper verwendet.
Eine neuere Entwicklung sind Kühlkörper aus keramischen Werkstoffen (Aluminiumoxid und Aluminiumnitrid), die insbesondere zum Ableiten der Wärme in der Leistungselektronik und LED-Anwendungen zum Einsatz kommen sollen.
Je nach Anforderungen werden Kühlkörper in den unterschiedlichsten Ausführungen hergestellt:
- gerippter Metallblock, meist aus Aluminium durch Strangpressen
- bei Kühlern aus Kupfer als massive Metallplatte mit eingepressten oder (selten) eingelöteten Lamellen aus Kupfer oder Aluminium, aber auch aus Vollmaterial gefräst.
- ausgestanzte und gebogene Bleche
- aufsteckbare Kühlsterne und Kühlfahnen aus Aluminium, Federbronze oder auch Stahlblech

Die zu kühlende Komponente wird durch Schrauben, Klemmen, Kleben oder Klammern mit möglichst geringem Abstand mit dem Kühlkörper verbunden. Ein Nebeneffekt ist dabei die oft stattfindende mechanische Befestigung, insbesondere durch Schrauben.
Um den Wärmeübergang zu begünstigen, werden die Kontaktflächen zueinander plan bzw. zweidimensional eben durch eine mechanische Bearbeitung (Fräsen, Drehen, Schleifen) hergestellt.
In der Mikroelektronik werden weitere Materialien eingesetzt, sie dienen hier jedoch vornehmlich der Wärmedistribution innerhalb von Bauteilen. Ist neben einer guten Wärmeleitfähigkeit auch elektrische Isolation notwendig, wird Diamant mit einem etwa fünfmal besseren Wärmeleitkoeffizienten gegenüber Silber verwendet. Eine neuere Entwicklung sind Kohlenstoffnanoröhren mit einem fast vierzehnmal besseren Wärmeleitkoeffizienten gegenüber Silber.

## Anwendungen
Kühlkörper finden Verwendung in der Leistungselektronik und in Computern, vor allem zur Kühlung von Leistungshalbleitern, z. B. in Elektrolokomotiven, in Endstufen von HiFi-Verstärkern, in Netzteilen, für Peltier-Elemente in Kühltaschen, oder auch für Prozessoren. Für Radioisotopengeneratoren, die zur Versorgung von Satelliten oder abgelegenen Leuchttürmen mit elektrischer Energie dienen, sind ebenfalls Kühlkörper erforderlich. LED-betriebene Leuchten benötigen Kühlkörper, um die Wärme, die sich insbesondere bei leistungsfähigeren LEDs bildet, abzuleiten und die Temperatur zu senken.

## Dimensionierung und Berechnung

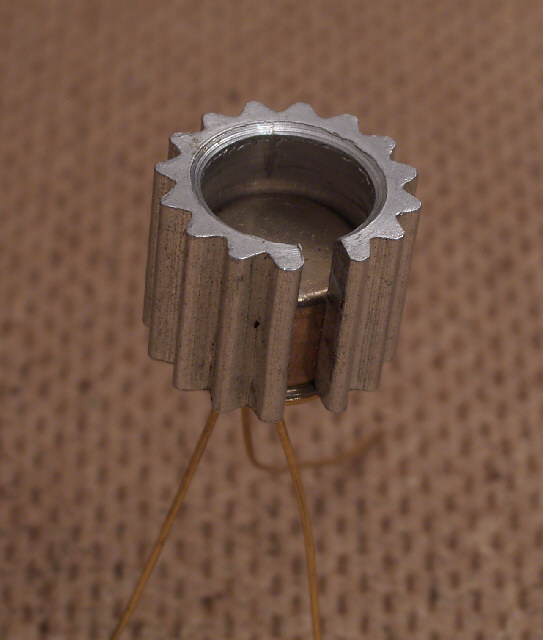
Transistor im JEDEC TO-5-Gehäuse mit aufgeschobenem Aluminium-Kühlstern

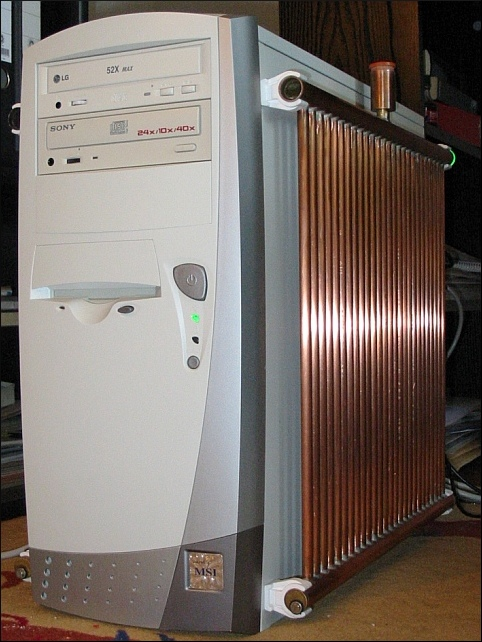
Externer Kühlkörper für einen wassergekühlten Prozessor

Form und Größe des Kühlkörpers sind hauptsächlich abhängig von physikalischen Ausgangsbedingungen.
Die charakteristische Größe zur Spezifikation eines Kühlkörpers, der absolute Wärmewiderstand, ist äquivalent zum elektrischen Widerstand und wird errechnet mit:
{\displaystyle R_{\mathrm {thK} }=a\cdot {\frac {T_{\mathrm {i} }-T_{\mathrm {U} }}{P_{\mathrm {Q} }}}-b\cdot (R_{\mathrm {thG} }+R_{\mathrm {thM} })}
verwendete Kenngrößen:
{\displaystyle R_{\mathrm {th} }} = Wärmewiderstand allgemein
{\displaystyle R_{\mathrm {thK} }} = Wärmewiderstand des Kühlkörpers
{\displaystyle R_{\mathrm {thG} }} = Wärmewiderstand des zu kühlenden Bauteilgehäuses
{\displaystyle R_{\mathrm {thM} }} = Wärmewiderstand der Verbindungsfläche (Wärmeleitpaste oder Wärmeleitkleber) zwischen Bauteil und Kühlkörper
{\displaystyle T_{\mathrm {i} }} = Temperatur der Wärmequelle, ist beispielsweise bei Halbleiterbauelementen die maximale Temperatur der Sperrschicht
{\displaystyle T_{\mathrm {U} }} = Temperatur des Kühlmediums
{\displaystyle P_{\mathrm {Q} }} = abzuleitende Wärmeleistung des zu kühlenden Bauteils
Der Wärmewiderstand bildet die Grundlage für weiterführende Berechnungen zur Konstruktion des Kühlkörpers.
Ausgehend davon können nun zusätzliche Faktoren {\displaystyle a} und {\displaystyle b} mit einbezogen werden, zum Beispiel:
- Art und Eigenschaften des Kühlmediums (Gas oder Flüssigkeit)
- freie oder erzwungene Konvektion
- horizontale oder vertikale Einbaulage
- (dunkle) Farbe der Kühlkörperoberfläche
- rückwirkende Erwärmung durch möglicherweise
  - zwangsläufig bedingter Erhöhung der Umgebungstemperatur
  - reflektierte Wärmestrahlung

Bei freier Konvektion in geschlossenen Räumen müssen der Einbauort im Raum, die Einbaulage und die Bauform des Kühlkörpers mit berücksichtigt werden. Eine vertikale Einbaulage mit vertikal ausgerichteten Kühlrippen entspricht dem Optimum. Ist der Kühlkörper dagegen horizontal verbaut, spielt die Anordnung der Kühlrippen eine wesentliche Rolle. In dem Fall wird die Kühlleistung begünstigt, wenn die Kühlrippen senkrecht und nicht parallel zur Längsachse des Kühlkörpers angeordnet sind.
Form und Größe des Kühlkörpers sind aber auch abhängig von ökonomischen Faktoren. Es gibt unter Umständen Besonderheiten der zu kühlenden Bauteile zu beachten.

## Passive Kühlkörper

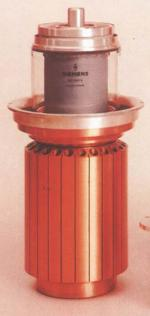
Siedegekühlte Senderöhre

Ein passiver Kühlkörper wirkt vorrangig durch Konvektion: Die Umgebungsluft wird erwärmt, wird spezifisch leichter und steigt damit auf, wodurch kühlere Luft nachströmt. Bei höheren Temperaturen spielt auch die Wärmestrahlung eine Rolle, weshalb die Oberflächen von Kühlkörpern im Elektronikbereich oft eloxiert werden (siehe schwarzer Körper). Dadurch erhöht sich im relevanten Wellenlängenbereich (um 10 µm) der Emissionsgrad auf nahe Eins. Die Farbe der Eloxierung hat dabei – entgegen der weit verbreiteten Annahme, dass Kühlkörper schwarz sein müssten – keine Bedeutung; die Farbe betrifft nur den sichtbaren Wellenlängenbereich, der beim in der Elektronik üblichen Temperaturbereich (< 150 °C) keine Rolle spielt.
Das am häufigsten für passive Kühlkörper verwendete Material ist Aluminium. Die Gründe sind:
- relativ geringer Materialpreis
- leichte Verarbeitung (Strangpress-Profile)
- geringe Dichte
- hohe Wärmekapazität
- befriedigende Wärmeleitfähigkeit

Kupfer hat zwar eine höhere Wärmeleitfähigkeit, ist jedoch schwerer, teurer und schwieriger zu bearbeiten.
Es kommt daher vorwiegend für aktive Kühler zur Anwendung.

## Aktive Kühlkörper
Ein aktiver Kühlkörper besitzt ein meist elektrisch angetriebenes Lüfterrad, um ausreichend Luftmasse entlang des Körpers zu führen. Leistungsbedarf und Geräuschbildung können gemindert werden, wenn die Lüfterdrehzahl temperaturabhängig gesteuert wird. Zu den aktiven Kühlern gehören auch Flüssigkeitskühlungen.
Kühlkörper mit Zwangskühlung bzw. forcierter Luftkühlung erreichen bei gleichem Materialaufwand bis etwa die sechsfache Kühlleistung eines nur auf Konvektion beruhenden Passivkühlers und können daher sehr kompakt gebaut werden. Nachteile sind der entstehende Lärm, außerdem die Überhitzungsgefahr durch Verstauben, Verschmutzungen oder Lüfterausfall. Sensoren überwachen daher häufig die Lüfterdrehzahl, den Luftstrom oder die Temperatur. Ein axialer Lüfter kann auf einem Kühlkörper so über den Kühlrippen montiert sein, dass er die Kühlrippen anbläst (Saugbetrieb ist ohne passende Luftführung ungünstig); er kann auch im Kühlkörper versenkt (integriert) sein. Wenig Höhe benötigen Anordnungen, bei denen ein flacher Radiallüfter von der Seite durch die Kühlrippen bläst.
Aktivkühler weisen oft eine sehr viel feinere Verrippung als passive Kühler auf und sind deshalb wegen des hohen Strömungswiderstands für reine Konvektionskühlung nicht geeignet.
Bei Hochleistungs-Diodenlasern versteht man unter „aktiver Kühlung“ einen sogenannten Mikrokanalkühler (Flüssigkeitskühler mit sehr feinen, nahe bei der Wärmequelle liegenden, stark durchströmten Kühlkanälen). Dagegen versteht man in dieser Branche unter „passiver Kühlung“ einen Wärmeübertrager, in dem sich die Wärme zunächst durch Wärmeleitung ausbreitet.

## Wärmerohre (Heatpipes)

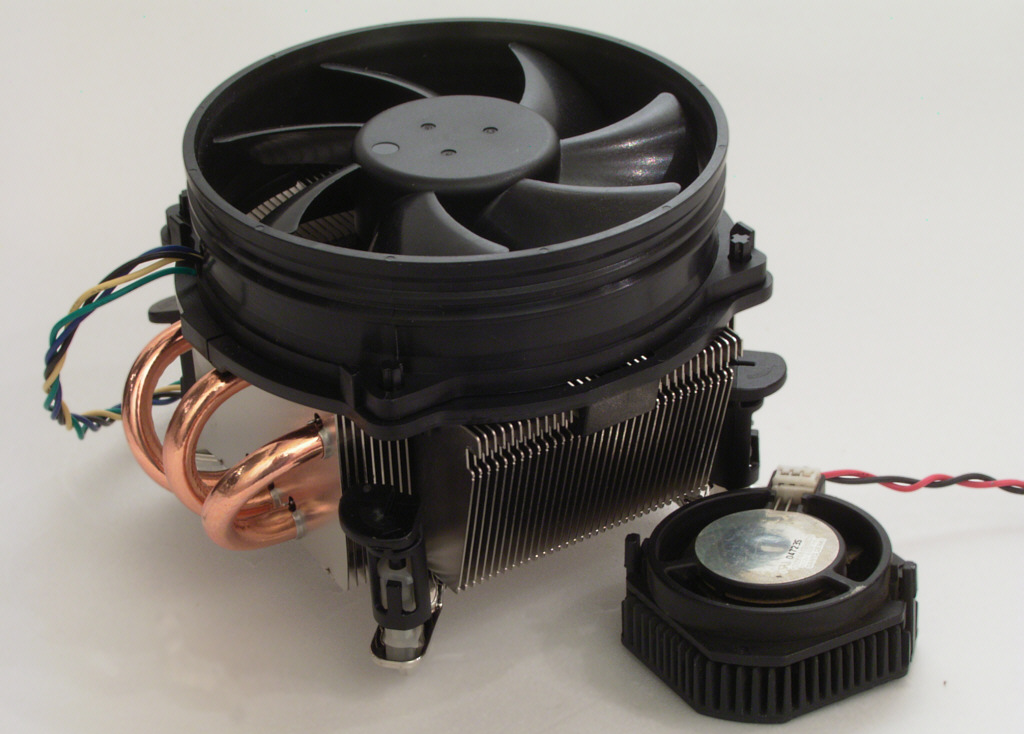
Prozessorkühler mit kupfernen Wärmerohren

Ein Wärmerohr ersetzt keinen Kühlkörper, sondern dient nur dem Wärmetransport bzw. verbessert die Wärmeverteilung und das dynamische Verhalten. Es wird häufig bei engen Platzverhältnissen eingesetzt, um die Wärme vom Bauteil zum eigentlichen Kühlkörper zu leiten. Das Heatpipe-Prinzip wird in Notebooks und sehr kompakten Leistungselektronik-Baugruppen eingesetzt, zunehmend auch zur Kühlung von Baugruppen wie Grafikkarten, Chipsätzen und natürlich Prozessoren in leistungsstarken Rechnern.
Ein weiteres Einsatzgebiet sind Satelliten und Raumfahrt, da hier keine Luft zur direkten Wärmeabfuhr vorhanden ist. Ein Wärmerohr leitet die Wärmeenergie zur Außenwand, wo große, dunkle Radiatoren für Abstrahlung sorgen.

## Montage

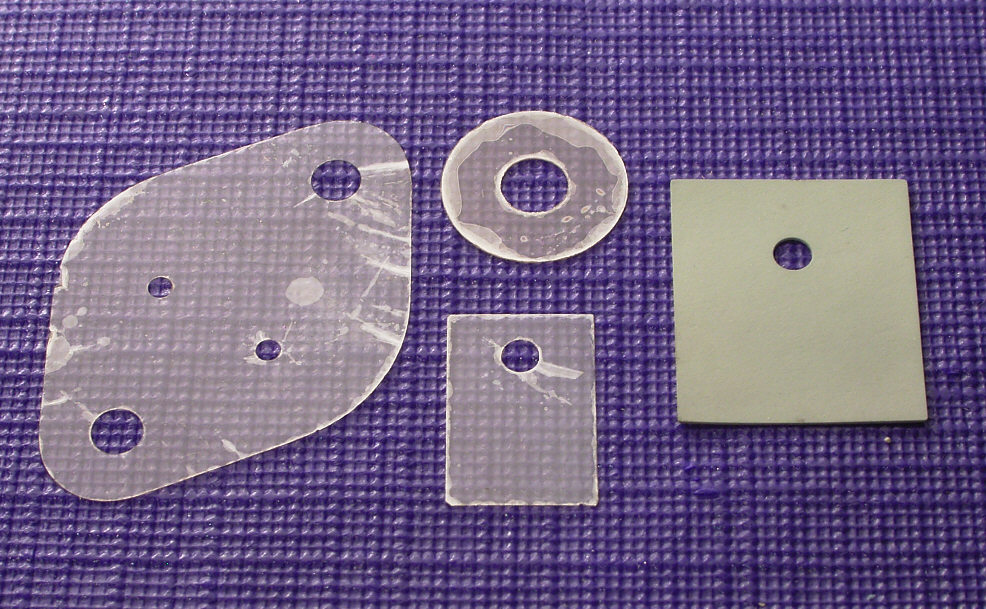
Einige Isolierscheiben, links drei Glimmerscheiben, rechts ein Silikongummipad

Die bei der Montage verbleibenden Unebenheiten der Oberflächen führen zu Lufteinschlüssen, die – wegen der vergleichsweise geringen Wärmeleitfähigkeit von Luft – zu sogenannten Wärmenestern führen. Zum Ausgleich dieser Unebenheiten, um einen besseren Wärmeübergang vom Bauteil zum Kühlkörper herzustellen, wird vor der Montage meist eine dünne Schicht Wärmeleitpaste aufgetragen.
Wärmeleitpads werden verwendet, wenn eine isolierte Montage (galvanische Trennung) oder eine Montage auf Abstand erforderlich ist. Es kommen Scheiben aus Glimmer, Keramik (Al2O3, BeO), Silikongummi oder speziellem Kunststoff Polyimid („Kapton“ ®) zum Einsatz. Letztere können ihrerseits beschichtet sein, sodass bei der ersten Erwärmung eine innige Verbindung entsteht.
Hervorragende mechanische Befestigung und sehr gute Wärmeleitfähigkeit erreicht man mit Wärmeleitklebern. Diese meist zweikomponentigen Kleber härten unter Wärmeeinwirkung innerhalb weniger Stunden aus und sind nach einigen Minuten bereits handfest.